# Zecheuna tonkinensis
Zecheuna tonkinensis är en insektsart som beskrevs av Zia 1935. Zecheuna tonkinensis ingår i släktet Zecheuna och familjen Flatidae. Inga underarter finns listade i Catalogue of Life.